# Lintzoain
Lintzoain est un village situé dans la commune de Erro dans la Communauté forale de Navarre, en Espagne. Il est doté du statut de concejo.
Lintzoain est situé dans la zone linguistique bascophone de Navarre.

## Démographie
| 2000 | 2001 | 2002 | 2003 | 2004 | 2005 | 2006 | 2007 | 2010 |
| ---- | ---- | ---- | ---- | ---- | ---- | ---- | ---- | ---- |
| 58   | 54   | 48   | 48   | 47   | 49   | 53   | 53   | 68   |

## Culture et patrimoine

### Pèlerinage de Compostelle
Sur le Camino navarro du Pèlerinage de Saint-Jacques-de-Compostelle, on vient du concejo de Viscarret-Gerendiain dans le municipio d'Erro. La prochaine halte est le concejo de Zubiri, chef-lieu du municipio d'Esteribar, par Carrovide et le puerto de Erro.

### Patrimoine religieux
Dans le village, il y a une église d'architecture romane du XIIIe siècle avec quelques transformations qui ont été faites ultérieurement. Elle est consacrée à saint Saturnin de Toulouse, aujourd'hui connu sous le nom de Saint Sernin, l'un des premiers évêques chrétiens de Toulouse connu, célébré le 29 novembre.

### Patrimoine civil
Malgré la modeste dimension de la place principale du hameau, elle abrite un fronton de pelote basque.

### Sources et bibliographie
- Guide pratique du pelerin en Espagne de Míllan Bravo Lozano, Édité par Everest S.A.

- (es) Cet article est partiellement ou en totalité issu de l’article de Wikipédia en espagnol intitulé « Linzoáin » (voir la liste des auteurs).
- Grégoire, J.-Y. & Laborde-Balen, L. , « Le Chemin de Saint-Jacques en Espagne - De Saint-Jean-Pied-de-Port à Compostelle - Guide pratique du pèlerin », Rando Éditions, mars 2006,  (ISBN 2-84182-224-9)
- « Camino de Santiago  St-Jean-Pied-de-Port - Santiago de Compostela », Michelin et Cie, Manufacture Française des Pneumatiques Michelin, Paris, 2009,  (ISBN 978-2-06-714805-5)
- « Le Chemin de Saint-Jacques Carte Routière », Junta de Castilla y León, Editorial Everest